# Richelle Webb
Richelle Webb (* 8. Oktober 1971) ist eine ehemalige US-amerikanische Sprinterin.
Bei den Panamerikanischen Spielen 1995 in Mar del Plata siegte sie in der 4-mal-100-Meter-Staffel.

## Persönliche Bestzeiten
- 100 m: 11,40 s, 1. Juli 2000, Mexiko-Stadt
- 200 m: 23,13 s, 10. Juli 1994, Edwardsville